# Stazione di Arikabe
La stazione di Arikabe (有壁駅?, Arikabe-eki) è una fermata ferroviaria situata nella città di Kurihara, nella prefettura di Miyagi, ed è servita dalla linea principale Tōhoku della JR East.

## Linee ferroviarie
East Japan Railway Company
■ Linea principale Tōhoku

## Struttura
La fermata è costituita due marciapiedi laterali collegati da sovrappassaggio con due binari passanti, non numerati.
| 1 | ■ Linea principale Tōhoku | per Semine, Kogota e Sendai |
| 3 | ■ Linea principale Tōhoku | per Ichinoseki e Morioka    |

## Stazioni adiacenti
| «                       | Servizio                | »                       |
| Linea principale Tōhoku | Linea principale Tōhoku | Linea principale Tōhoku |
| ----------------------- | ----------------------- | ----------------------- |
| Shimizuhara             | Locale                  | Ichinoseki              |